# Divisione di Banks
La divisione di Banks è una divisione elettorale australiana nello stato del Nuovo Galles del Sud. 

## Storia
Creata nel 1949, il suo nome è dedicato a Sir Joseph Banks, lo scienziato inglese che accompagnò James Cook nel suo viaggio in Australia nel 1770. Si trova nella periferia a sud di Sydney, e comprende i quartieri di Padstow, Panania, Peakhurst e Revesby.
Fino al 2013 aveva eletto deputati laburisti, anche se dal 1990 in avanti era diventato un seggio sempre più contendibile. Fu quasi perso alle elezioni del 2004, ma il nuovo assetto del 2006 aggiunse aree ad ovest a Bankstown e Condell Park, il che rafforzò la presenza laburista. Queste aree vennero perse con l'assetto disegnato nel 2009, che lasciò Banks nell'area verso est, intorno ad Hurstville. Il deputato laburista di lungo corso Daryl Melham fu sconfitto alle elezioni del 2013 a favore dell'attuale deputato David Coleman, che divenne il primo deputato non laburista dell'area, rompendo una tradizione vecchia di 64 anni.

## Estensione
Dal 1984 i confini delle divisioni elettorali federali sono determinate in occasione delle redistribuzioni effettuate da un comitato nominato dalla Commissione Elettorale Australiana. Le redistribuzioni avvengono sui confini delle divisioni in un particolare stato, e generalmente vengono aggiornate ogni sette anni, o prima se il numero di rappresentanti di uno stato cambia o quando le divisioni di uno stato portano a uno sbilanciamento rappresentativo.
La divisione comprende i quartieri di Allawah, East Hills, Hurstville, Hurstville Grove, Lugarno, Mortdale, Oatley, Padstow, Padstow Heights, Panania, Peakhurst, Peakhurst Heights, Picnic Point, Revesby Heights e South Hurstville, oltre a parti di Bankstown, Bankstown Aerodrome, Beverly Hills, Blakehurst, Carlton, Condell Park, Connells Point, Milperra, Narwee, Penshurst, Revesby e Riverwood.

## Deputati
| Elezione | Elezione       | Deputato      | Partito   |
| -------- | -------------- | ------------- | --------- |
|          | 1949           | Dominic Costa | Laburista |
| 1969     | Vince Martin   |               | Laburista |
| 1980     | John Mountford |               | Laburista |
| 1990     | Daryl Melham   |               | Laburista |
|          | 2013           | David Coleman | Liberale  |

## Risultati elettorali

### Elezioni negli anni 2010
| Partito                    | Partito                                       | Candidato                  | Risultati 18 maggio 2019 | Risultati 18 maggio 2019 |
| Partito                    | Partito                                       | Candidato                  | Voti                     | %                        |
| -------------------------- | --------------------------------------------- | -------------------------- | ------------------------ | ------------------------ |
|                            | Liberale                                      | David Coleman              | 37 751                   | 45,90                    |
|                            | Laburista                                     | Zhi Soon                   | 28 962                   | 35,21                    |
|                            | Verdi                                         | Natalie Hanna              | 6 849                    | 8,33                     |
|                            | Australia Unita                               | Marika Momircevski         | 4 469                    | 5,43                     |
|                            | One Nation                                    | Malcolm Heffernan          | 2 268                    | 2,76                     |
|                            | Liberal Democratico                           | Elouise Cocker             | 1 072                    | 1,30                     |
|                            | —                                             | Steve Khouw                | 874                      | 1,06                     |
|                            |                                               |                            |                          |                          |
| Iscritti                   | Iscritti                                      | Iscritti                   | 106 250                  | 100,00                   |
| ↳ Votanti (% su iscritti)  | ↳ Votanti (% su iscritti)                     | ↳ Votanti (% su iscritti)  | 98 845                   | 93,03                    |
| ↳ Astenuti (% su iscritti) | ↳ Astenuti (% su iscritti)                    | ↳ Astenuti (% su iscritti) | 7 405                    | 6,97                     |
|                            |                                               |                            |                          |                          |
|                            | Esito: collegio passa da Laburista a Liberale |                            |                          |                          |